# Аннабелла
Аннабелла (фр. Annabella), при народженні Сюзанна Жоржетта Шарпентьє (фр. Suzanne Georgette Charpentier; 14 липня 1907 — 18 вересня 1996) — французька акторка, знімалася у Франції та в Голлівуді.

## Життєпис
Народилася 14 липня 1907 року в місті Ла-Варенн-Сен-Ілер, департамент Валь-де-Марн, Франція. Її батьки були заможними людьми. Аннабелла дебютувала в кіно у 16 років — у 1927 році вона подала свої фотографії на кастинг картини «Наполеон», яку збирався ставити Абель Ганс, і виконала у цьому фільмі дві невеликі ролі.

### Кар'єра
Юну акторку негайно стали запрошувати на провідні ролі, і протягом 10 років вона активно знімалася, зробивши відмінну кар'єру, у Франції та інших країнах Європи.
Найбільш помітні її роботи тих років — музична комедія «Мільйон» (1931) Рене Клера, драма «Марі, угорська легенда» (1932), військова драма «Битва» (1933) Віктора Туржанського, комедія «Чотирнадцяте липня» (1933). У 1935 році Аннабелла зіграла в парі з Жаном Габеном в драмі Жюльєна Дювівье «Рота» і в тому ж році з'явилася у Анатоля Литвака у фільмі «Екіпаж».
У 1937 році Аннабеллу можна було побачити в мелодрамі британського виробництва під назвою «Крила ранку». У цьому першому кольоровому фільмі Великої Британії її партнером був Генрі Фонда. Картина з успіхом пройшла в кінотеатрах, після чого акторку запросили в Голлівуд.
В 1938 році вона знялася на кіностудії 20th Century Fox в історичному фільмі «Суец» з Лореттою Янг і Тайроном Пауером. На зйомках Аннабелла і Пауер зав'язали роман і 23 квітня 1939 року одружилися. Раніше акторка була одружена з французьким актором Жаном Мюро, але у 1938 році, після семи років шлюбу, розлучилася з ним. Шлюб з Пауером тривав трохи довше — актори офіційно розлучилися в січні 1948 року.

### Останні роки
На початку 1940-х зірка Аннабелли досить швидко згасла. Її дуже рідко запрошували зніматися, і незважаючи на успіх картини 13 Rue Madeleine, в 1952 році акторка пішла з кіно. Після 20-річної перерви відбулася остання поява Аннабелли на кіноекрані — в історичному фільмі 1971 року «Бонапарт і революція». Примітно, що кар'єра Аннабелли завершилася на тій же ноті, що і почалася, а режисером її останнього фільму був Абель Ганс, який колись відкрив їй двері в кіно. 
18 вересня 1996 року Аннабелла померла від серцевого нападу.

## Вибрана фільмографія
- 1935 — Рота / La Bandera — Аїша Ля Слауї
- 1938 — Північний готель / Hôtel du Nord — Рене
- 1949 — Остання любов / Dernier Amour — Елен Фонтене

## Нагороди
В 1936 році за роль у фільмі «Озброєна варта» Аннабелла була удостоєна Кубка Вольпі Венеціанського кінофестивалю за найкращу жіночу роль.